# Sveti Lovreč Pazenatički
Sveti Lovreč Pazenatički – wieś w Chorwacji, w żupanii istryjskiej, siedziba gminy Sveti Lovreč. W 2011 roku liczyła 312 mieszkańców.